# Minówka
Minówka – wieś na Litwie, w okręgu uciańskim, w rejonie ignalińskim, w starostwie Kozaczyzna.

## Historia
W dwudziestoleciu międzywojennym zaścianek leżał w Polsce, w województwie nowogródzkim (od 1926 w województwie wileńskim), w powiecie brasławskim (od 1926 w powiecie święciańskim), w gminie Dukszty.
Według Powszechnego Spisu Ludności z 1921 roku zamieszkiwało tu 11 osób, wszystkie były wyznania staroobrzędowego i zadeklarowały litewską przynależność narodową. Były tu 4 budynki mieszkalne. W 1931 zamieszkiwało tu 37 osób w 9 budynkach.
Miejscowość należała do parafii rzymskokatolickiej w Kozaczyźnie. Podlegała pod Sąd Grodzki w Święcianach i Okręgowy w Wilnie; właściwy urząd pocztowy mieścił się w m. Duksztach.